# داسابوفير
داسابوفير هو دواء يستخدم في علاج التهاب الكبد الفيروسي ج وقد رخصت إدارة الغذاء والدواء الأمريكية استخدامه مع تركيبة أمبيتاسفير/باريتابريفير/ريتونافير.
يتوفر داسابوفير مع تركيبة أمبيتاسفير/باريتابريفير/ريتونافير في الولايات المتحدة تحت اسم تجاري هو Viekira Pak، أما في أوروبا فيتوفر وحده تحت اسم تجاري هو Exviera.